# Šotyš

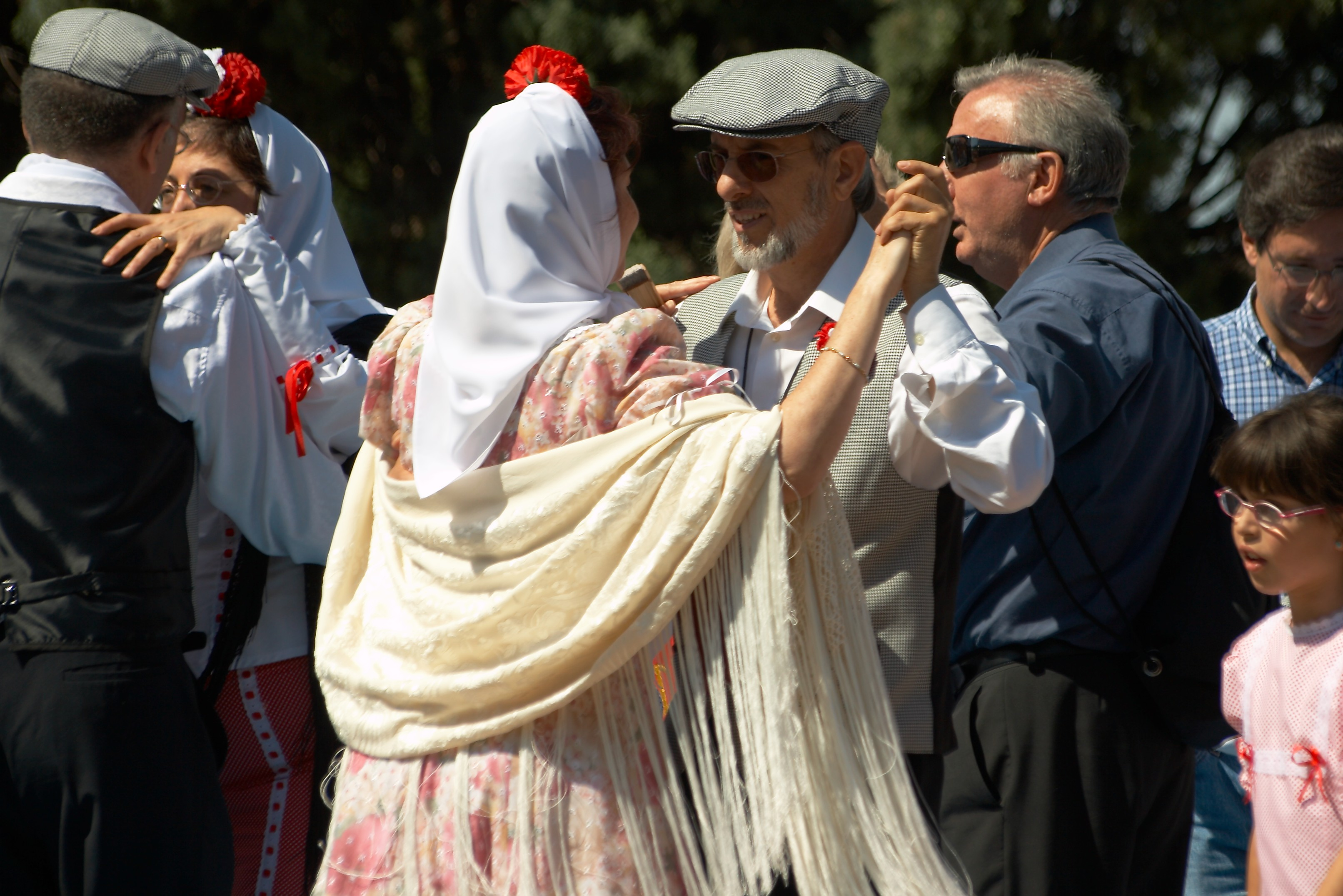
Šotyš (též skotská, německy Schottisch, francouzsky  écossaise) je starý středoevropský tanec. Je považován za jednoho z předchůdců dnešní polky.
První šotyš zaznamenal ve své sbírce tanců vycházející v letech 1609–1621 anglický skladatel působící v severním Německu William Brade (1560–1630) pod názvem Schottische Tantz. Jeho původ je nejasný, muzikologové vedle skutečně skotského původu uvažují i francouzské nebo středoevropské kořeny. Původní šotyš byl třídobý, v průběhu 1700 však převážil 2/4 nebo 2/8 rytmus s cézurou po osmém taktu a šotyš se stal jedním z nejběžnějších řadových tanců (contredanse).
Ve střední Evropě v letech 1830–1840 přispěl šotyš ke vzniku polky. Varianta polky zvaná třasák (4 takty polkového kroku v páru + 2 takty samostatného kroku s jednou až dvěma otočkami partnerky nebo obou partnerů, což je prvek původního šotyše) se pak rozšířila ve 40. a 50. letech 19. století jako salónní i pololidový tanec ve střední Evropě, Skandinávii, Francii i anglosaských zemích pod názvy German polka, Schottisch (bohème), chotis schottis nebo polka tremblante. Ve střední Evropě i celosvětově vznikla řada vzájemně se překrývajících variant polky i šotyše a již ve 2. polovině 19. století bylo obtížné oba tance spolehlivě rozlišit; obecně se šotyš vyznačuje volnějším, polka pak rychlejším tempem.
Pod názvem écossaise se šotyš objevuje v řadě skladeb klasicistní a romantické hudby přelomu 18. a 19. století. Mezi významné autory šotyše v rámci klasické hudby patřili například Josef Jelínek, Vojtěch Jírovec, Friedrich Kuhlau, Johann Ludwig Böhner, Heinrich Marschner, ale také Ludwig van Beethoven (5 různých skladeb s názvem Écossaise, pro klavír například Skotské tance (6 Écossaises) WoO 83 (s orchestrem), 1806; Écossaise WoO 86, 1825), Carl Maria von Weber (Sechs Ecossaisen, 1802), Franz Schubert (celkem asi 80 écossaises v různých sbírkách) nebo Fryderyk Chopin (Trois écossaises op. 72, cca 1829).
Tanec existoval (a mnohde stále existuje) ve variantách párového, řadového i kolového tance.